# Богданівська сільська рада (Зборівський район)
Богда́нівська сільська́ ра́да — адміністративно-територіальна одиниця та орган місцевого самоврядування у Зборівському районі Тернопільської області (до вересня 2015). Адміністративний центр — село Богданівка.

## Загальні відомості
Богданівська сільська рада утворена в 1939 році.
- Територія ради: 4,44 км²
- Населення ради: 948 осіб (станом на 2001 рік)
- Територією ради протікає річка Восушка

## Населені пункти
Сільській раді були підпорядковані населені пункти:
- с. Богданівка
- с. Білківці
- с. Сировари
- с. Яцківці

## Склад ради
Рада складалася з 15 депутатів та голови.
- Голова ради: Шилівська Марія Антонівна
- Секретар ради: Шаблій Зореслава Романівна

### Керівний склад попередніх скликань
| Прізвище, ім'я, по батькові | Основні відомості                                                                              | Дата обрання | Дата звільнення |
| --------------------------- | ---------------------------------------------------------------------------------------------- | ------------ | --------------- |
| Шилівська Марія Антонівна   | Сільський голова, 1962 року народження, освіта середня спеціальна, позапартійна                | 26.03.2006   | 31.10.2010      |
| Шилівська Марія Антонівна   | Сільський голова, 1962 року народження, освіта середня спеціальна, член Народного Руху України | 31.10.2010   |                 |

Примітка: таблиця складена за даними сайту Верховної Ради України

### Депутати
За результатами місцевих виборів 2010 року депутатами ради стали:

#### За суб'єктами висування
| Суб'єкт висування | Кількість обраних депутатів | %   |
| ----------------- | --------------------------- | --- |
| Самовисування     | 15                          | 100 |

#### За округами
| № округу | Прізвище, ім'я, по батькові | Дата визнання обраним | Освіта             | Партійна приналежність      | Відомості про обраного депутата                                                                          |
| -------- | --------------------------- | --------------------- | ------------------ | --------------------------- | --- |
| 1        | Пелих Ніна Вікторівна       | 03.11.2010            | середня спеціальна | позапартійна                | фельдшерсько-акушерський пункт с. Богданівка, завідувач                                                  |
| 2        | Трущ Віктор Петрович        | 03.11.2010            | середня            | позапартійний               | тимчасово не працює                                                                                      |
| 3        | Федорняк Андрій Іванович    | 03.11.2010            | середня            | позапартійний               | тимчасово не працює                                                                                      |
| 4        | Майброда Богдан Михайлович  | 03.11.2010            | середня            | член Народного Руху України | тимчасово не працює                                                                                      |
| 5        | Чуба Василь Михайлович      | 03.11.2010            | середня спеціальна | позапартійний               | тимчасово не працює                                                                                      |
| 6        | Петришин Петро Петрович     | 03.11.2010            | середня            | позапартійний               | тимчасово не працює                                                                                      |
| 7        | Олійник Михайло Леонідович  | 17.01.2011            | середня спеціальна | позапартійний               | Фермерське господарство «Шанс-Ол», голова                                                                |
| 8        | Боднар Петро Володимирович  | 03.11.2010            | середня спеціальна | позапартійний               | загальноосвітня школа І-ІІ ст., оператор газової котельнв                                                |
| 9        | Федорко Віктор Тарасович    | 03.11.2010            | середня            | позапартійний               | тимчасово не працює                                                                                      |
| 10       | Цаплай Надія Богданівна     | 03.11.2010            | вища               | позапартійна                | загальноосвітня школа І-ІІ ст., вчитель                                                                  |
| 11       | Чорній Марія Петрівна       | 03.11.2010            | вища               | позапартійна                | загальноосвітня школа І-ІІ ст., директор                                                                 |
| 12       | Шаблій Зореслава Романівна  | 03.11.2010            | середня спеціальна | позапартійна                | Богданівська сільська рада, секретар                                                                     |
| 13       | Козовик Володимир Ігорович  | 03.11.2010            | середня спеціальна | позапартійний               | ЛКП «Віра» м. Львів, майстер                                                                             |
| 14       | Лебідь Наталія Зіновіївна   | 03.11.2010            | середня            | позапартійна                | Управління праці та соціального захисту населення районна держав дер адміністрації, соціальний працівник |
| 15       | Лебідь Микола Любомирович   | 03.11.2010            | середня            | позапартійний               | пенсіонер                                                                                                |